# Atletismo nos Jogos Olímpicos de Verão de 2024 - Revezamento 4x400 m masculino

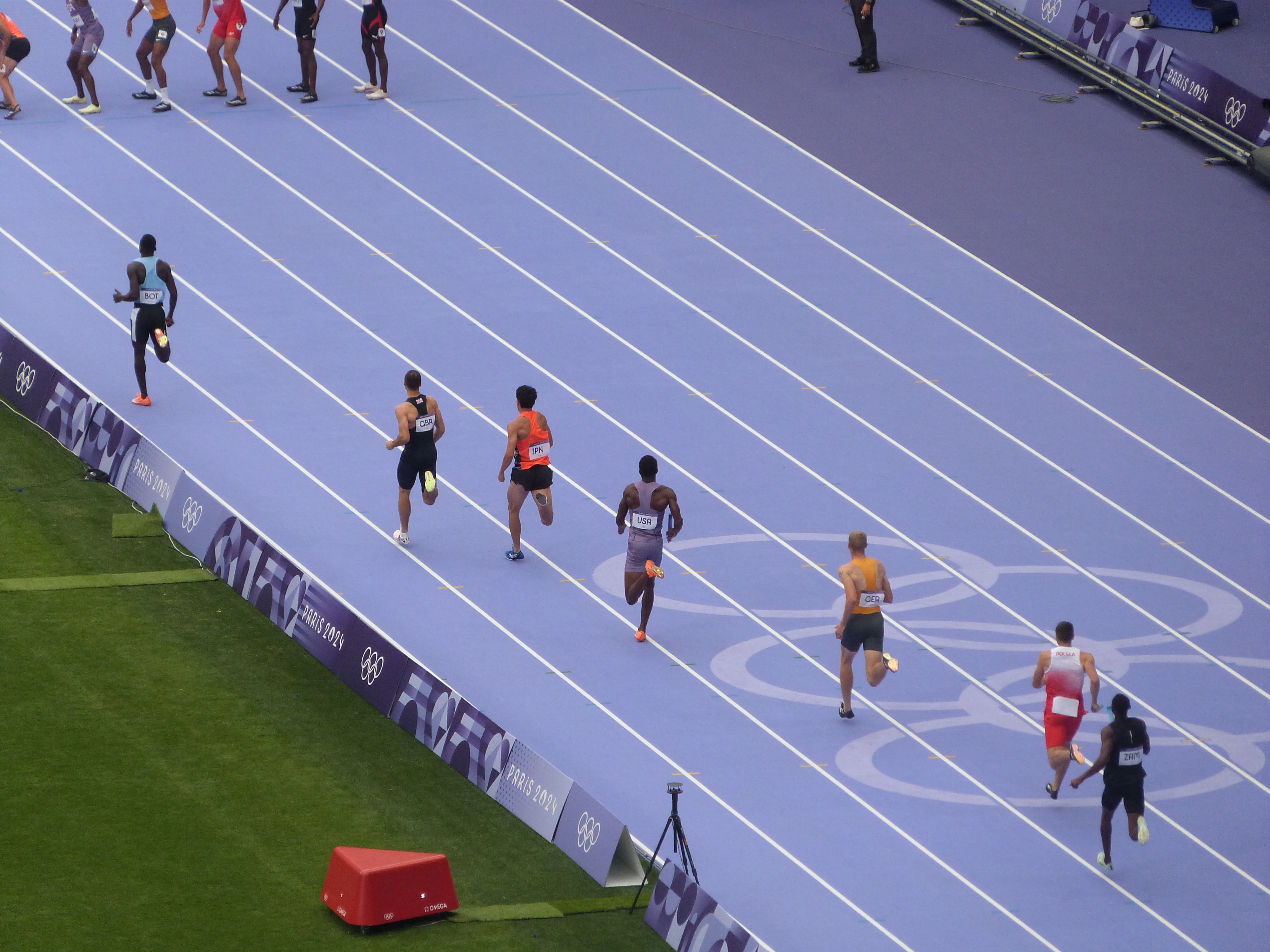
Velocistas durante a bateria 1 da primeira rodada

A prova do revezamento 4x400 m masculino do atletismo nos Jogos Olímpicos de Verão de 2024 ocorreu em 9 e 10 de agosto de 2024 no Stade de France, em Paris. Um total de 68 atletas de 16 Comitês Olímpicos Nacionais (CON) participaram do evento.

## Qualificação
Para o revezamento 4x400 metros masculino, o período de qualificação foi entre 1 de julho de 2023 e 30 de junho de 2024. Quatorze equipes se classificaram através da World Athletics Relays de 2024 e as duas vagas restantes foram concedidas às equipes com as melhores classificações no ranking da World Athletics durante o período de qualificaçao.

## Formato
O evento usa o formato de duas fases (primeira rodada e final). São duas baterias iniciais na primeira rodada, com as três primeiras equipes em cada uma e as duas com os melhores tempos no geral avançando para a final.

## Calendário
Horário local (UTC+2)
| Data                 | Horário | Fase            |
| -------------------- | ------- | --------------- |
| 9 de agosto de 2024  | 11:05   | Primeira rodada |
| 10 de agosto de 2024 | 21:00   | Final           |

## Medalhistas
|  | USA Estados Unidos                                                         |  | BOT Botsuana                                                   |  | GBR Grã-Bretanha                                                                                |
|  | Christopher Bailey Vernon Norwood Bryce Deadmon Rai Benjamin Quincy Wilson |  | Bayapo Ndori Busang Kebinatshipi Anthony Pesela Letsile Tebogo |  | Alex Haydock-Wilson Matthew Hudson-Smith Lewis Davey Charlie Dobson Samuel Reardon Toby Harries |

## Recordes
Antes desta competição, os recordes mundiais e olímpicos da prova eram os seguintes:
| Tipo | Atleta                                                                           | Tempo (m) | Local     | Data                 |
| ---- | -------------------------------------------------------------------------------- | --------- | --------- | -------------------- |
|      | Estados Unidos · (Andrew Valmon, Quincy Watts, Butch Reynolds, Michael Johnson)  | 2:54.29   | Stuttgart | 22 de agosto de 1993 |
|      | Estados Unidos · (LaShawn Merritt, Angelo Taylor, David Neville, Jeremy Wariner) | 2:55.39   | Pequim    | 23 de agosto de 2008 |

### Por região
| Região                             | Equipe (atletas)                                                                             | Tempo (m) |
| ---------------------------------- | -------------------------------------------------------------------------------------------- | --------- |
| África                             | Botswana · (Isaac Makwala, Baboloki Thebe, Zibane Ngozi, Bayapo Ndori)                       | 2:57.27   |
| Ásia                               | Índia · (Muhammed Anas, Amoj Jacob, Muhammad Ajmal Variyathodi, Rajesh Ramesh)               | 2:59.05   |
| Europa                             | Grã-Bretanha · (Iwan Thomas, Jamie Baulch, Mark Richardson, Roger Black)                     | 2:56.60   |
| América do Norte, Central e Caribe | Estados Unidos · (Andrew Valmon, Quincy Watts, Butch Reynolds, Michael Johnson)              | 2:54.29   |
| Oceania                            | Austrália · (Bruce Frayne, Darren Clark, Gary Minihan, Rick Mitchell)                        | 2:59.70   |
| América do Sul                     | Brasil · (Eronilde Araújo, Anderson Jorge dos Santos, Claudinei da Silva, Sanderlei Parrela) | 2:58.56   |

## Resultados

### Primeira rodada
As três primeiras equipes em cada bateria avançam à final (Q), assim como as duas equipes mais rápidas no geral (q).

#### Bateria  1
| Pos. | Raia | CON                   | Atletas                                                                  | Reação | Tempo   | Notas                |
| ---- | ---- | --------------------- | ------------------------------------------------------------------------ | ------ | ------- | -------------------- |
| 1    | 6    | BOT Botsuana          | Letsile Tebogo, Busang Kebinatshipi, Anthony Pesela, Bayapo Ndori        | 0.165  | 2:57.76 | Q,                   |
| 2    | 8    | GBR Grã-Bretanha      | Samuel Reardon, Matthew Hudson-Smith, Toby Harries, Charlie Dobson       | 0.228  | 2:58.88 | Q,                   |
| 3    | 4    | USA Estados Unidos    | Quincy Wilson, Vernon Norwood, Bryce Deadmon, Christopher Bailey         | 0.166  | 2:59.15 | Q                    |
| 4    | 7    | JPN Japão             | Yuki Joseph Nakajima, Kaito Kawabata, Fuga Sato, Kentaro Sato            | 0.199  | 2:59.48 | q,                   |
| 5    | 2    | ZAM Zâmbia            | Patrick Kakozi Nyambe, Kennedy Luchembe, David Mulenga, Muzala Samukonga | 0.190  | 3:00.08 | q                    |
| 6    | 5    | GER Alemanha          | Jean Paul Bredau, Marc Koch, Manuel Sanders, Emil Agyekum                | 0.153  | 3:00.29 | Recorde da temporada |
| 7    | 3    | POL Polônia           | Maksymilian Szwed, Karol Zalewski, Daniel Sołtysiak, Kajetan Duszyński   | 0.163  | 3:01.21 | Recorde da temporada |
| 8    | 9    | TTO Trinidad e Tobago | Renny Quow, Jereem Richards, Jaden Marchan, Shakeem McKay                | 0.156  | 3:06.73 |                      |

#### Bateria  2
| Pos. | Raia | CON               | Atletas                                                              | Reação | Tempo   | Notas                |
| ---- | ---- | ----------------- | -------------------------------------------------------------------- | ------ | ------- | -------------------- |
| 1    | 3    | FRA França        | Muhammad Abdallah Kounta, Gilles Biron, Téo Andant, Fabrisio Saïdy   | 0.156  | 2:59.53 | Q,                   |
| 2    | 7    | BEL Bélgica       | Jonathan Sacoor, Dylan Borlée, Florent Mabille, Kevin Borlée         | 0.143  | 2:59.84 | Q, =                 |
| 3    | 5    | ITA Itália        | Luca Sito, Vladimir Aceti, Alessandro Sibilio, Edoardo Scotti        | 0.166  | 3:00.26 | Q,                   |
| 4    | 2    | IND Índia         | Muhammed Anas, Muhammad Ajmal Variyathodi, Amoj Jacob, Rajesh Ramesh | 0.158  | 3:00.58 | Recorde da temporada |
| 5    | 4    | BRA Brasil        | Lucas Carvalho, Lucas Vilar, Douglas Mendes, Matheus Lima            | 0.141  | 3:00.95 | Recorde da temporada |
| 6    | 9    | ESP Espanha       | Iñaki Cañal, Óscar Husillos, David García Zurita, Julio Arenas       | 0.145  | 3:01.60 |                      |
| 7    | 6    | RSA África do Sul | Gardeo Isaacs, Zakithi Nene, Antonie Nortje, Lythe Pillay            | 0.168  | 3:03.19 | qR                   |
|      | 8    | NGR Nigéria       | Ifeanyi Emmanuel Ojeli, Ezekiel Nathaniel, Dubem Amene, Chidi Okezie | 0.152  | DSQ     | TR 17.2.3            |

### Final
As três equipes mais rápidas conquistam as medalhas.
| Pos.              | Raia | CON                | Atletas                                                                  | Reação | Tempo   | Notas                |
| ----------------- | ---- | ------------------ | ------------------------------------------------------------------------ | ------ | ------- | -------------------- |
| Medalha de ouro   | 4    | USA Estados Unidos | Christopher Bailey, Vernon Norwood, Bryce Deadmon, Rai Benjamin          | 0.144  | 2:54.43 | ,                    |
| Medalha de prata  | 6    | BOT Botsuana       | Bayapo Ndori, Busang Kebinatshipi, Anthony Pesela, Letsile Tebogo        | 0.159  | 2:54.53 | Recorde africano     |
| Medalha de bronze | 7    | GBR Grã-Bretanha   | Alex Haydock-Wilson, Matthew Hudson-Smith, Lewis Davey, Charlie Dobson   | 0.150  | 2:55.83 | Recorde europeu      |
| 4                 | 5    | BEL Bélgica        | Jonathan Sacoor, Dylan Borlée, Kevin Borlée, Florent Mabille             | 0.152  | 2:57.75 | Recorde nacional     |
| 5                 | 1    | RSA África do Sul  | Gardeo Isaacs, Zakithi Nene, Lythe Pillay, Antonie Nortje                | 0.156  | 2:58.12 | Recorde nacional     |
| 6                 | 2    | JPN Japão          | Yuki Joseph Nakajima, Kaito Kawabata, Fuga Sato, Kentaro Sato            | 0.204  | 2:58.33 | Recorde asiático     |
| 7                 | 9    | ITA Itália         | Luca Sito, Vladimir Aceti, Edoardo Scotti, Alessandro Sibilio            | 0.152  | 2:59.72 | Recorde da temporada |
| 8                 | 3    | ZAM Zâmbia         | Patrick Kakozi Nyambe, Kennedy Luchembe, David Mulenga, Muzala Samukonga | 0.186  | 3:02.76 |                      |
| 9                 | 8    | FRA França         | Muhammad Abdallah Kounta, Gilles Biron, Téo Andant, Fabrisio Saïdy       | 0.156  | 3:07.30 |                      |

Legenda
| Recorde mundial      | Recorde mundial (World record)               |                       | Recorde africano                      | Recorde africano (African) |                                           | Q | Classificado por posição (Qualified) |
| Recorde olímpico     | Recorde olímpico (Olympic record)            | Recorde da América    | Recorde da América (Americas)         | q                          | Classificado por melhor tempo (Qualified) |   |                                      |
| Melhor marca do ano  | Melhor marca do ano (World leading)          | Recorde asiático      | Recorde asiático (Asian)              | DNS                        | Não largou (Did not start)                |   |                                      |
| Recorde nacional     | Recorde nacional (National record)           | Recorde europeu       | Recorde europeu (European)            | DNF                        | Não terminou (Did not finish)             |   |                                      |
| Recorde pessoal      | Recorde pessoal do atleta (Personal best)    | Recorde da Oceania    | Recorde da Oceania (Oceania)          | DSQ / DQ                   | Desclassificado (Disqualified)            |   |                                      |
| Recorde da temporada | Recorde da temporada do atleta (Season best) | Recorde sul-americano | Recorde sul-americano (South America) | NM                         | Sem marca (No mark)                       |   |                                      |